# María Breunner-Enckevoirth
María, Duquesa de Ratibor, Princesa de Corvey, Princesa de Hohenlohe-Schillingsfürst (María Ágata Augusta Gobertina Hubertina; de soltera Condesa María von Breunner-Enckevoirth; 23 de agosto de 1856 - 25 de junio de 1929) fue una aristócrata austríaca y consorte de Víctor II, el último duque reinante de Ratibor y Príncipe de Corvey.

## Primeros años
La Condesa María Breunner-Enckevoirth nació en el Palacio de Grafenegg el 23 de agosto de 1856, hija del Conde Augusto Juan Breunner-Enckevoirth y la Condesa Agota 
Széchényi de Sárvár-Felsövidék. Su padre era miembro de la nobleza austríaca. Su madre era de una familia noble húngara. Fue bautizada como María Ágata Augusta Gobertina Hubertina en una ceremonia católica el día después de su nacimiento. Su hermana, Leonor, fue la esposa de Carlos María Alejandro, 9º Príncipe de Auersperg. Fue la tía de Agathe Whitehead, la primera esposa de Georg von Trapp.

## Matrimonio e hijos
El 19 de junio de 1877, se casó con el Príncipe Víctor de Hohenlohe-Schillingsfürst, Duque de Ratibor y Príncipe de Corvey, en Viena.
Tuvieron cuatro hijos:
- Duque Víctor III de Ratibor (2 de febrero de 1879 - 11 de noviembre de 1945); casado en 1910 con la Princesa Isabel de Oettingen-Oettingen y Oettingen-Spielberg, con descendencia.
- Príncipe Juan de Hohenlohe-Schillingsfürst (8 de marzo de 1882 - 5 de enero de 1948); casado en 1918 con la Princesa María de Windisch-Graetz, sin descendencia.
- Princesa Ágata de Hohenlohe-Schillingsfürst (24 de julio de 1888 - 12 de diciembre de 1960); casada en 1910 con el Príncipe Federico Guillermo de Prusia, con descendencia.
- Princesa Margarita de Hohenlohe-Schillingsfürst (3 de marzo de 1894-1973)

## Vida posterior y muerte
En 1893 su marido sucedió a su padre, Víctor I, como el Duque de Ratibor y Príncipe de Corvey. Su marido murió el 9 de agosto de 1923.
Ella murió el 25 de junio de 1929 en el Palacio de Rauden en Rudy, Alta Silesia.